# Gran Premio di superbike di Imola 2009
Il Gran Premio di Superbike di Imola 2009 è stata la dodicesima prova su quattordici del campionato mondiale Superbike 2009, è stato disputato il 27 settembre sull'Autodromo Enzo e Dino Ferrari e in gara 1 ha visto la vittoria di Noriyuki Haga davanti a Max Biaggi e Michel Fabrizio, la gara 2 è stata vinta da Michel Fabrizio che ha preceduto Noriyuki Haga e Marco Simoncelli.
Da registrare in questa gara anche la presenza, come pilota sostitutivo dell'infortunato Shin'ya Nakano, di Marco Simoncelli che stava disputando in quell'anno il motomondiale della classe 250; si rivelerà questa l'unica presenza del pilota italiano nel campionato mondiale Superbike, conclusa peraltro con un terzo posto in gara 2 dopo il ritiro in gara 1.
La vittoria nella gara valevole per il campionato mondiale Supersport 2009, disputata in due parti e il cui risultato è stato definito per somma dei tempi delle due manches, è stata ottenuta da Kenan Sofuoğlu.

## Risultati

### Gara 1

#### Arrivati al traguardo[5]
| Pos. | Nº  | Pilota           | Squadra                    | Motocicletta         | Giri | Tempo     | Griglia | Punti |
| ---- | --- | ---------------- | -------------------------- | -------------------- | ---- | --------- | ------- | ----- |
| 1º   | 41  | Noriyuki Haga    | Ducati Xerox               | Ducati 1098R         | 21   | 38:32.199 | 4º      | 25    |
| 2º   | 3   | Max Biaggi       | Aprilia Racing             | Aprilia RSV4 Factory | 21   | +0:02.074 | 6º      | 20    |
| 3º   | 84  | Michel Fabrizio  | Ducati Xerox               | Ducati 1098R         | 21   | +0:02.190 | 1º      | 16    |
| 4º   | 19  | Ben Spies        | Yamaha WSB                 | Yamaha YZF R1        | 21   | +0:05.438 | 2º      | 13    |
| 5º   | 9   | Ryūichi Kiyonari | Ten Kate Honda Racing      | Honda CBR1000RR      | 21   | +0:14.470 | 14º     | 11    |
| 6º   | 91  | Leon Haslam      | Stiggy Racing Honda        | Honda CBR1000RR      | 21   | +0:14.685 | 10º     | 10    |
| 7º   | 65  | Jonathan Rea     | HANNspree Ten Kate Honda   | Honda CBR1000RR      | 21   | +0:26.822 | 3º      | 9     |
| 8º   | 96  | Jakub Smrž       | Guandalini Racing          | Ducati 1098R         | 21   | +0:32.694 | 5º      | 8     |
| 9º   | 66  | Tom Sykes        | Yamaha WSB                 | Yamaha YZF R1        | 21   | +0:33.817 | 16º     | 7     |
| 10º  | 23  | Broc Parkes      | Kawasaki World Superbike   | Kawasaki ZX 10R      | 21   | +0:34.801 | 18º     | 6     |
| 11º  | 11  | Troy Corser      | BMW Motorrad Motorsport    | BMW S1000 RR         | 21   | +0:35.286 | 9º      | 5     |
| 12º  | 111 | Rubén Xaus       | BMW Motorrad Motorsport    | BMW S1000 RR         | 21   | +0:36.442 | 19º     | 4     |
| 13º  | 31  | Karl Muggeridge  | Suzuki Alstare BRUX        | Suzuki GSX-R 1000 K9 | 21   | +0:38.698 | 20º     | 3     |
| 14º  | 15  | Matteo Baiocco   | Guandalini Racing          | Ducati 1098R         | 21   | +0:42.147 | 22º     | 2     |
| 15º  | 71  | Yukio Kagayama   | Suzuki Alstare BRUX        | Suzuki GSX-R 1000 K9 | 21   | +0:46.510 | 17º     | 1     |
| 16º  | 99  | Luca Scassa      | Team Pedercini             | Kawasaki ZX 10R      | 21   | +0:46.628 | 23º     |       |
| 17º  | 94  | David Checa      | Yamaha France GMT 94 Ipone | Yamaha YZF R1        | 21   | +1:16.121 | 25º     |       |
| 18º  | 25  | David Salom      | Team Pedercini             | Kawasaki ZX 10R      | 21   | +1:16.398 | 26º     |       |

#### Ritirati
| Nº  | Pilota            | Squadra                  | Motocicletta         | Giri | Griglia |
| --- | ----------------- | ------------------------ | -------------------- | ---- | ------- |
| 77  | Vittorio Iannuzzo | Squadra Corse Italia     | Honda CBR1000RR      | 13   | 27º     |
| 58  | Marco Simoncelli  | Aprilia Racing           | Aprilia RSV4 Factory | 9    | 8º      |
| 67  | Shane Byrne       | Sterilgarda              | Ducati 1098R         | 8    | 7º      |
| 7   | Carlos Checa      | HANNspree Ten Kate Honda | Honda CBR1000RR      | 7    | 13º     |
| 10  | Fonsi Nieto       | DFX Corse                | Ducati 1098R         | 7    | 12º     |
| 100 | Makoto Tamada     | Kawasaki World Superbike | Kawasaki ZX 10R      | 5    | 21º     |
| 124 | Luca Conforti     | Barni Racing             | Ducati 1098R         | 5    | 24º     |
| 14  | Matthieu Lagrive  | Honda Althea Racing      | Honda CBR1000RR      | 3    | 15º     |
| 57  | Lorenzo Lanzi     | DFX Corse                | Ducati 1098R         | 2    | 11º     |

### Gara 2

#### Arrivati al traguardo[6]
| Pos. | Nº  | Pilota           | Squadra                  | Motocicletta         | Giri | Tempo     | Griglia | Punti |
| ---- | --- | ---------------- | ------------------------ | -------------------- | ---- | --------- | ------- | ----- |
| 1º   | 84  | Michel Fabrizio  | Ducati Xerox             | Ducati 1098R         | 21   | 38:23.143 | 1º      | 25    |
| 2º   | 41  | Noriyuki Haga    | Ducati Xerox             | Ducati 1098R         | 21   | +0:03.592 | 4º      | 20    |
| 3º   | 58  | Marco Simoncelli | Aprilia Racing           | Aprilia RSV4 Factory | 21   | +0:06.510 | 8º      | 16    |
| 4º   | 3   | Max Biaggi       | Aprilia Racing           | Aprilia RSV4 Factory | 21   | +0:07.445 | 6º      | 13    |
| 5º   | 19  | Ben Spies        | Yamaha WSB               | Yamaha YZF R1        | 21   | +0:14.678 | 2º      | 11    |
| 6º   | 65  | Jonathan Rea     | HANNspree Ten Kate Honda | Honda CBR1000RR      | 21   | +0:16.396 | 3º      | 10    |
| 7º   | 67  | Shane Byrne      | Sterilgarda              | Ducati 1098R         | 21   | +0:17.110 | 7º      | 9     |
| 8º   | 91  | Leon Haslam      | Stiggy Racing Honda      | Honda CBR1000RR      | 21   | +0:22.502 | 10º     | 8     |
| 9º   | 96  | Jakub Smrž       | Guandalini Racing        | Ducati 1098R         | 21   | +0:25.268 | 5º      | 7     |
| 10º  | 7   | Carlos Checa     | HANNspree Ten Kate Honda | Honda CBR1000RR      | 21   | +0:30.203 | 13º     | 6     |
| 11º  | 57  | Lorenzo Lanzi    | DFX Corse                | Ducati 1098R         | 21   | +0:32.589 | 11º     | 5     |
| 12º  | 66  | Tom Sykes        | Yamaha WSB               | Yamaha YZF R1        | 21   | +0:36.243 | 16º     | 4     |
| 13º  | 111 | Rubén Xaus       | BMW Motorrad Motorsport  | BMW S1000 RR         | 21   | +0:36.368 | 19º     | 3     |
| 14º  | 31  | Karl Muggeridge  | Suzuki Alstare BRUX      | Suzuki GSX-R 1000 K9 | 21   | +0:38.809 | 20º     | 2     |
| 15º  | 23  | Broc Parkes      | Kawasaki World Superbike | Kawasaki ZX 10R      | 21   | +0:42.435 | 18º     | 1     |
| 16º  | 15  | Matteo Baiocco   | Guandalini Racing        | Ducati 1098R         | 21   | +0:49.349 | 22º     |       |
| 17º  | 9   | Ryūichi Kiyonari | Ten Kate Honda Racing    | Honda CBR1000RR      | 21   | +1:01.823 | 14º     |       |
| 18º  | 99  | Luca Scassa      | Team Pedercini           | Kawasaki ZX 10R      | 21   | +1:06.854 | 23º     |       |

#### Ritirati
| Nº | Pilota            | Squadra                    | Motocicletta         | Giri | Griglia |
| -- | ----------------- | -------------------------- | -------------------- | ---- | ------- |
| 14 | Matthieu Lagrive  | Honda Althea Racing        | Honda CBR1000RR      | 16   | 15º     |
| 94 | David Checa       | Yamaha France GMT 94 Ipone | Yamaha YZF R1        | 14   | 25º     |
| 71 | Yukio Kagayama    | Suzuki Alstare BRUX        | Suzuki GSX-R 1000 K9 | 12   | 17º     |
| 10 | Fonsi Nieto       | DFX Corse                  | Ducati 1098R         | 11   | 12º     |
| 77 | Vittorio Iannuzzo | Squadra Corse Italia       | Honda CBR1000RR      | 9    | 27º     |
| 11 | Troy Corser       | BMW Motorrad Motorsport    | BMW S1000 RR         | 4    | 9º      |
| 25 | David Salom       | Team Pedercini             | Kawasaki ZX 10R      | 3    | 26º     |

### Supersport

#### Arrivati al traguardo[4]
| Pos. | Nº  | Pilota               | Squadra                    | Motocicletta        | Giri | Tempo     | Griglia | Punti |
| ---- | --- | -------------------- | -------------------------- | ------------------- | ---- | --------- | ------- | ----- |
| 1º   | 54  | Kenan Sofuoğlu       | HANNspree Ten Kate Honda   | Honda CBR600RR      | 19   | 35:51.342 | 2º      | 25    |
| 2º   | 50  | Eugene Laverty       | Parkalgar Honda            | Honda CBR600RR      | 19   | + 5.372   | 7º      | 20    |
| 3º   | 99  | Fabien Foret         | Yamaha World Supersport    | Yamaha YZF R6       | 19   | + 6.450   | 8º      | 16    |
| 4º   | 23  | Chaz Davies          | ParkinGO Triumph BE1       | Triumph Daytona 675 | 19   | + 15.847  | 11º     | 13    |
| 5º   | 24  | Garry McCoy          | ParkinGO Triumph BE1       | Triumph Daytona 675 | 19   | + 15.944  | 5º      | 11    |
| 6º   | 1   | Andrew Pitt          | HANNspree Ten Kate Honda   | Honda CBR600RR      | 19   | + 16.001  | 9º      | 10    |
| 7º   | 21  | Katsuaki Fujiwara    | Kawasaki Motocard.com      | Kawasaki ZX-6R      | 19   | + 27.097  | 12º     | 9     |
| 8º   | 13  | Anthony West         | Stiggy Racing Honda        | Honda CBR600RR      | 19   | + 27.835  | 15º     | 8     |
| 9º   | 117 | Miguel Praia         | Parkalgar Honda            | Honda CBR600RR      | 19   | + 32.846  | 13º     | 7     |
| 10º  | 9   | Danilo Dell'Omo      | Kuja Racing                | Honda CBR600RR      | 19   | + 33.315  | 14º     | 6     |
| 11º  | 51  | Michele Pirro        | Yamaha Lorenzini by Leoni  | Yamaha YZF R6       | 19   | + 33.576  | 10º     | 5     |
| 12º  | 33  | Cristiano Migliorati | Puccetti Racing            | Kawasaki ZX-6R      | 19   | + 44.958  | 20º     | 4     |
| 13º  | 199 | Olivier Four         | Intermoto Czech            | Honda CBR600RR      | 19   | + 59.645  | 23º     | 3     |
| 14º  | 77  | Barry Veneman        | George White Ten Kate R.   | Honda CBR600RR      | 19   | +1:06.270 | 16º     | 2     |
| 15º  | 40  | Flavio Gentile       | Honda Althea Racing        | Honda CBR600RR      | 19   | +1:14.735 | 22º     | 1     |
| 16º  | 28  | Arie Vos             | Veidec Racing RES Software | Honda CBR600RR      | 19   | +1:18.933 | 24º     |       |
| 17º  | 34  | Emanuele Russo       | Holiday Gym Racing         | Yamaha YZF R6       | 19   | +1:25.012 | 26º     |       |

#### Ritirati
| Nº | Pilota            | Squadra                 | Motocicletta        | Giri | Griglia |
| -- | ----------------- | ----------------------- | ------------------- | ---- | ------- |
| 35 | Cal Crutchlow     | Yamaha World Supersport | Yamaha YZF R6       | 16   | 1º      |
| 26 | Joan Lascorz      | Kawasaki Motocard.com   | Kawasaki ZX-6R      | 10   | 3º      |
| 5  | Doni Tata Pradita | YZF Yamaha              | Yamaha YZF R6       | 10   | 21º     |
| 47 | Luca Pedersoli    | ParkinGO Triumph BE1    | Triumph Daytona 675 | 8    | 27º     |
| 55 | Massimo Roccoli   | Intermoto Czech         | Honda CBR600RR      | 6    | 4º      |
| 22 | Robert Mureșan    | MS Racing               | Triumph Daytona 675 | 4    | 25º     |
| 16 | Sam Lowes         | Echo CRS Grand Prix     | Honda CBR600RR      | 2    | 19º     |
| 25 | Michael Laverty   | Echo CRS Grand Prix     | Honda CBR600RR      | 1    | 17º     |
| 8  | Mark Aitchison    | Honda Althea Racing     | Honda CBR600RR      | 0    | 6º      |